# Bruno Bellone
Bruno Bellone est un footballeur international français né le 14 mars 1962 à Toulon. Il évolue au poste d'ailier gauche du début des années 1980 au début des années 1990.
Surnommé Lucky Luke en référence à sa rapidité, il est formé à l'AS Monaco avec qui il remporte le championnat de France en 1982 et la Coupe de France en 1985. Il joue ensuite à l'AS Cannes et au Montpellier PSC.
Il compte trente-quatre sélections pour deux buts inscrits en équipe de France. Il remporte avec la sélection le championnat d'Europe 1984 inscrivant le second but de la victoire, deux buts à zéro face à l'Espagne. Il termine quatrième de la Coupe du monde 1982 et troisième de l'édition 1986.

## Biographie
Bruno Bellone est né le 14 mars 1962 à Toulon et a quatre enfants.
Jouant au poste d'ailier gauche, Bruno Bellone était surnommé Lucky Luke en référence à sa rapidité de tir. Ce surnom lui aurait été attribué par le journaliste Didier Roustan. Son idole en grandissant est Dominique Rocheteau. Il joue dans son quartier d'El Ranchito en banlieue cannoise avant de débuter en pupilles à l'ES Le Cannet-Rocheville en position de deuxième avant-centre. Il est ensuite recruté par Alberto Muro et Gérard Banide (qui le replace rapidement comme ailier gauche) au centre de formation de l'AS Monaco. A ses débuts, il partage un appartement avec Claude Puel, Henri Stambouli et deux autres jeunes de Perpignan. Bellone effectuera la majeure partie de sa carrière, de 1980 à 1987, à l'AS Monaco.
Il dispute son premier match avec l'équipe de France le 14 octobre 1981 contre l'Irlande, à seulement 19 ans et 7 mois. Lors du rassemblement, il rencontre son idole Dominique Rocheteau auquel il explique qu'il était son idole. Rocheteau lui répond que Bellone "sera l'idole de plein de monde". Bellone marque un but pour sa première sélection.
Il a participé aux trois épopées glorieuses de l'équipe de France (Coupe du monde 1982 et 1986, Euro 1984). Bien que rarement titulaire chez les Bleus, il reste dans les mémoires pour son but contre l'Espagne en finale de l'Euro 1984 ainsi que pour son tir au but chanceux (le ballon a rebondi sur le poteau, puis sur le dos du gardien) contre le Brésil en quart de finale du Mondial 1986.
Fin 1988, à Montpellier, il est victime d'un tacle par-derrière qui lui casse la cheville. Opéré, il doit s'arrêter six mois. Libéré par le club, il signe à Cannes (un contrat de 4 ans) où il retrouve des sensations. En fin de saison, alors qu'il joue avec l'équipe réserve, il est victime de la même blessure à la même cheville. Bellone est forcé à mettre un terme précoce à sa carrière, à 28 ans seulement.
Radio France annonce par erreur la mort de Bellone en avril 1998. Il ne fêta son jubilé que le 22 février 1999, à Cannes avec notamment Luis Fernandez, Jean Tigana, Manuel Amoros, Patrick Battiston, Zinédine Zidane, Christophe Dugarry, Fabien Barthez, Thierry Henry, Robert Pirès, Éric Cantona, Jean-Pierre Papin, Luc Sonor et Roger Milla. Son jubilé, mis sur pied avec Jean Tigana et Didier Roustan, lui permet d'éponger ses dettes et de s'installer dans un appartement du Cannet-Rocheville alors qu'il vivait chez ses parents. Son cas défraye la chronique par ses ennuis financiers, ruiné par un conseiller véreux. Son histoire fait l'objet d'un reportage sur TF1 le 5 juillet 2010.
La princesse Grace Kelly est décédée dans le jardin de Bruno Bellone. Quand il était à l'AS Monaco, le footballeur alors âgé de 20 ans, était colocataire de la maison (avec Guy Mengual et Dominique Bijotat) qui est liée à l'accident de la princesse. La voiture de cette dernière, qui a quitté la route, s'est écrasée dans le jardin. Bruno Bellone était absent au moment du drame, il est rentré peu de temps après dans la matinée. Voyant un trou dans son jardin et ses draps maculés de boue, il demande des détails à son voisin, qui lui apprend la triste nouvelle. Harcelé par les journalistes et les curieux qui envahissaient le jardin, Bruno Bellone a déménagé de cette propriété six mois après l'accident.

## Statistiques
| Saison                | Club                  | Championnat           | Championnat | Championnat | Coupe(s) nationale(s) | Coupe(s) nationale(s) | Compétition(s) continentale(s) | Compétition(s) continentale(s) | Compétition(s) continentale(s) | Total | Total |
| Saison                | Club                  | Division              | M.          | B.          | M.                    | B.                    | Comp.                          | M.                             | B.                             | M.    | B.    |
| 1980-1981             | AS Monaco             | Division 1            | 12          | 2           | -                     | -                     | -                              | -                              | -                              | 12    | 2     |
| 1981-1982             | AS Monaco             | Division 1            | 30          | 12          | 2                     | 0                     | C3                             | 2                              | 2                              | 34    | 14    |
| 1982-1983             | AS Monaco             | Division 1            | 30          | 3           | 4                     | 0                     | C1                             | 2                              | 0                              | 36    | 3     |
| 1983-1984             | AS Monaco             | Division 1            | 33          | 8           | 8                     | 3                     | -                              | -                              | -                              | 41    | 11    |
| 1984-1985             | AS Monaco             | Division 1            | 34          | 13          | 8                     | 2                     | C3                             | 2                              | 0                              | 44    | 15    |
| 1985-1986             | AS Monaco             | Division 1            | 25          | 5           | 1                     | 0                     | C2                             | 2                              | 1                              | 28    | 6     |
| 1986-1987             | AS Monaco             | Division 1            | 31          | 4           | 4                     | 1                     | -                              | -                              | -                              | 35    | 5     |
| 1987-1988             | AS Cannes             | Division 1            | 26          | 9           | -                     | -                     | -                              | -                              | -                              | 26    | 9     |
| 1988-1989             | Montpellier PSC       | Division 1            | 13          | 2           | 3                     | 0                     | -                              | -                              | -                              | 16    | 2     |
| 1989-1990             | AS Cannes             | Division 1            | 31          | 5           | 2                     | 1                     | -                              | -                              | -                              | 33    | 6     |
| Total sur la carrière | Total sur la carrière | Total sur la carrière | 265         | 63          | 32                    | 7                     | -                              | 8                              | 3                              | 305   | 73    |

## Reconversion
En 1998-99 il est recruteur pour le centre de formation de l'AS Cannes, ou il perçoit 11.000 francs net mensuel, jusqu'à la perte du statut pro du club cannois (en 2004) et sa fermeture définitive, en 2006. Au sein du club, il entraîne un temps son équipe B.
Après avoir été animateur de loto durant six ans, il est embauché au service des sports de la ville du Cannet-Rocheville et y travaille  depuis 2007. Il y côtoie Christian Lopez, l'ex pro de l'AS Saint-Étienne. Il envisage la création d'un réseau social centré sur le football amateur.

## Palmarès

### En club
- Champion de France en 1982 avec l'AS Monaco
- Vainqueur de la Coupe de France en 1985 avec l'AS Monaco
- Vainqueur du Trophée des Champions en 1985 avec l'AS Monaco
- Vainqueur de la Coupe des Alpes en 1983 avec l'AS Monaco
- Finaliste de la Coupe de France en 1984 avec l'AS Monaco

### En équipe de France
- 34 sélections et 2 buts entre 1981 et 1988
- Champion d'Europe des Nations en 1984
- Vainqueur de la Coupe Intercontinentale des Nations en 1985
- Troisième de la Coupe du monde en 1986
- Vainqueur du Tournoi de France en 1988

## Distinction individuelle
- Élu révélation de l'Année France Football en 1981

## Publications